# Телч
Телч (на чешки: Telč; на немски: Teltsch; на латински: Telcz) е град в Южна Моравия, Височински край, Чехия, близо до Ихлава. Градът е известен със замъка си и големия градски площад с добре запазените си ренесансови къщи. От 1992 старата част на Телч влиза в Списъка на световното културно и природно наследство на ЮНЕСКО. През 2016 г. градът има население от 5445 жители.

## История
Телч е основан към 1099 година, когато местният сеньор маркграф Ото построява тук романски параклис, посвещавайки го на Дева Мария. За пръв път градът е споменат през 1333 година, когато маркграф Карел (по-късно Карл IV, крал на Чехия и император на Свещената Римска империя) превзема замъка на Телч. През 1339 г. владетел на замъка става Олдржих Витковиц. Около замъка вече е израснал град, а близо до стените на крепостта се образува голям търговски площад, заобиколен от домовете на търговците. През XVI век замъкът и градът са владение на господарите от Градец.
В чест на Захариаш от Градец е наречен главният търговски площад на града. При неговото управление замъкът се разраства и развива в ренесански стил, а майстор е Антонио Влаче. Фасадите на къщите на главния площад също били преустроени в стил ренесанс и барок.
През 1604 година родът на господарите от Градец се прекъсва по мъжка линия и градът става владение на семейство Слава, после на йезуитския орден – построени са йезуитски колеж и няколко училища, астрономическа обсерватория, музикално училище. На йезуитите е принадлежала и една от най-красивите църкви в Телч. През XVII век Телч става част от владенията на рода Лихтенщайн и остава тих провинциален град и до днес.
През 1971 г. градът е обявен за архитектурен резерват, а от 1992 г. е включен в списъка на културното наследство на ЮНЕСКО. ОТ 1995 г. държавният замък Телч е и национален паметник на културата.
През 1979 режисьорът Вернер Херцог заснема филма „Войцек“ в Телч.

## Забележителности
- Площад „Захариаш“. Първоначално старият град на Телч е построен от дърво, но през 1386 година изгаря за една нощ. Къщите били построени отново от камък, а след преустройството на замъка на Телч фасадите на домовете около площада също са украсени в бароков или ренесансов стил. От 1992 година площадът на Телч е включен в списъка на световното културно и природно наследство на ЮНЕСКО.
- Фрагменти от крепостната страна от XIII—XIV в.
- Църквата „Свети Дух“ (XIII век)
- Йезуитската църква „Христос“ от 1669 г., наблизо са йезуитският колеж и йезуитският манастир
- Църквата „Света Анна“ при гробището в стил барок от XVI—XVII век
- Замъкът на Телч

## Население
Според преброяването от 1930 г. в града живеят 4270 жители в 783 къщи. 4182 жители са заявяли чехословашка националност, а 29 – немска. Тогава са преброени 3924 римокатолици, 169 протестанти, 32 членове на чехословашката хуситска църква и 78 евреи.
| Година | 1869 | 1880 | 1890 | 1900 | 1910 | 1921 | 1930 | 1950 | 1961 | 1970 | 1980 | 1991 | 2001 | 2011 |
| ------ | ---- | ---- | ---- | ---- | ---- | ---- | ---- | ---- | ---- | ---- | ---- | ---- | ---- | ---- |
| Жители | 4733 | 5272 | 5079 | 4785 | 4647 | 4533 | 4420 | 4288 | 5146 | 5367 | 5875 | 6049 | 6053 | 5540 |

## Галерия
- Изглед над Телч
- Центърът на Телч
- Катедрала в Телч
- Ренесансови къщи в старата част на града
- Фасади на къщи в Телч
- Централният площад
- Централният площад в старата част на Телч